# اندی رولند
اندی رولند (انگلیسی: Andy Rowland؛ زادهٔ ۸ سپتامبر ۱۹۵۴) بازیکن فوتبال اهل بریتانیا است.
از باشگاه‌هایی که در آن بازی کرده‌است می‌توان به باشگاه فوتبال دربی کانتی، باشگاه فوتبال بری، و باشگاه فوتبال سوئیندون تاون اشاره کرد.